# 劉啟祥

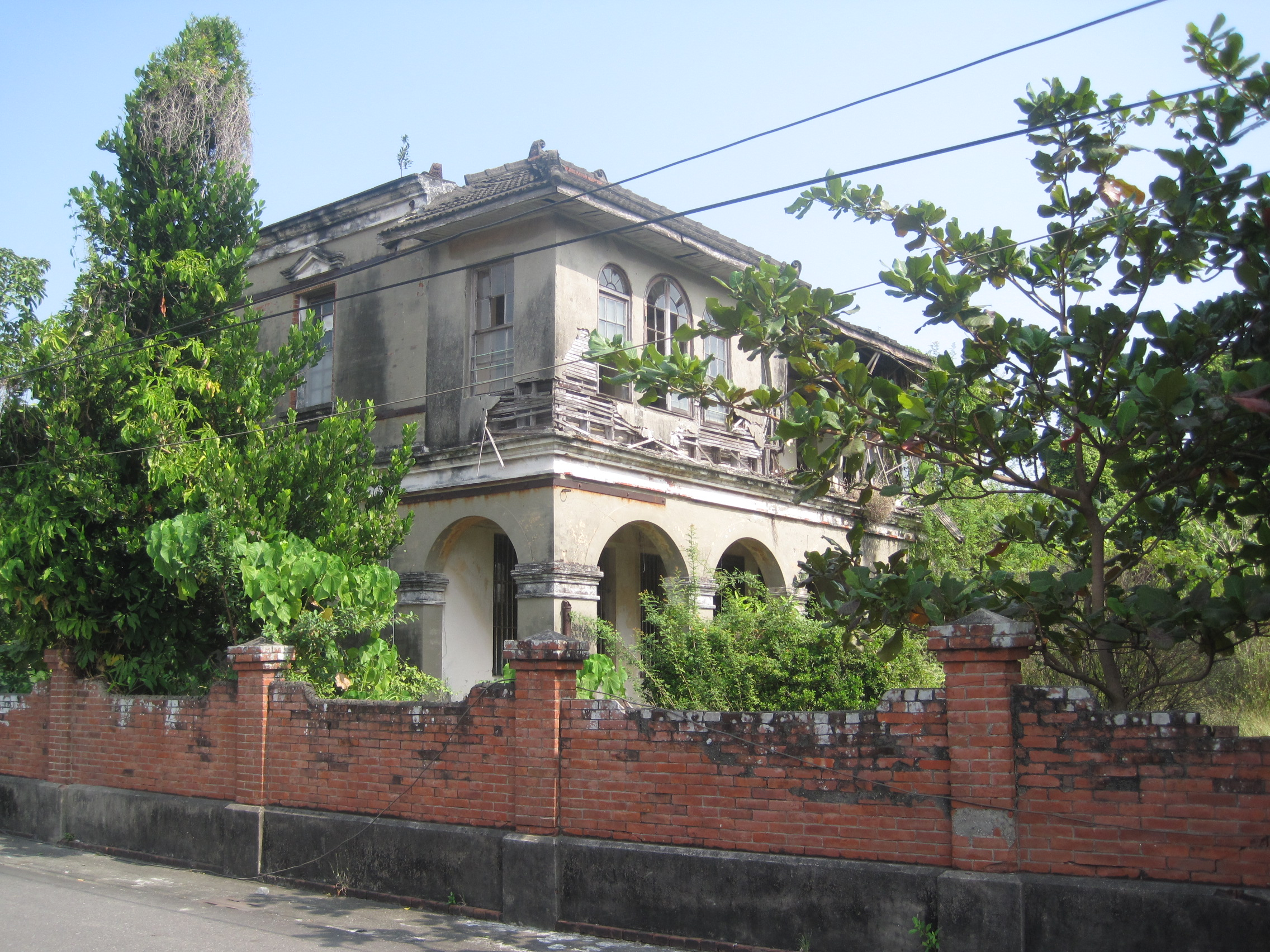
柳營劉啟祥故居頤樓

劉啟祥（1910年2月3日—1998年4月27日），台灣畫家，是最早到法國學習繪畫的四位台灣畫家之一，其他三位為陳清汾、顏水龍、楊三郎。
劉啟祥出生於台南柳營第一世家，在1920年代前往日本東京留學，就讀東京文化學院美術部；1930年代與楊三郎、顏水龍同赴歐，旅居法國巴黎學習美術；而後劉啟祥重返東京，並與日籍笹本雪子結婚。1940年後回到台灣從事創作，1950年代之後移居高雄，在夫人雪子難產逝世後，續弦女畫家陳金蓮女士，定居高雄小坪頂。並與多位前輩畫家創辦「高雄美術研究會」（現今南部展）於南台灣推廣美術活動。

## 早年事蹟
劉啟祥出身於柳營劉家，為地方上富名望的鄉紳家族。父親劉焜煌（字德炎），清朝貢生，日治時期曾擔任區長職務，母親郭碧霞。劉啟祥長兄劉清井為東京帝大醫學部出身，回臺後在臺南開設清井內科，日治時期曾任臺南市協會議員，戰後曾任省立台南醫院院長。
1917年，劉啟祥就讀台南柳營公學校，受到美術老師陳庚金的賞識，引發他學習繪畫的興趣。
1923年，關東大地震之後抵達東京，就讀澀谷區青山學院中學部，利用課餘時進入川端畫學校研究，1928年，考入名校東京文化學院美術部洋畫科。19歲時，即以學生身分入選二科會的「二科展」。

## 旅歐及日本藝術成就
1932年，劉啟祥與楊三郎同船赴歐洲，經香港、新加坡等地到達法國馬賽港，畫家顏水龍趕來馬賽港相會，三人同行一路轉往巴黎。
劉啟祥旅歐三年多的時間裡，到各地旅遊觀察歐洲的自然人文景觀、專心地在畫室中創作，並在1934-1935年到於羅浮宮臨摹印象派畫家馬內的〈奧林匹亞〉和〈吹笛少年〉、塞尚的〈賭牌〉，以及雷諾瓦和柯洛等人的作品。從〈法蘭西女子〉及〈紅衣〉等畫作中，看出劉啟祥對馬內及塞尚作品分析研究的痕跡，其中〈紅衣〉入選1933年巴黎秋季沙龍。
1935年，由歐洲返台，以〈倚坐女〉入選第9屆台展。
1937年，劉啟祥定居東京，在東京舉辦滯歐作品個展，
1943年，以〈野良〉和〈收穫〉獲受日本畫壇重視的「二科賞」。

## 回台深耕台灣美術發展

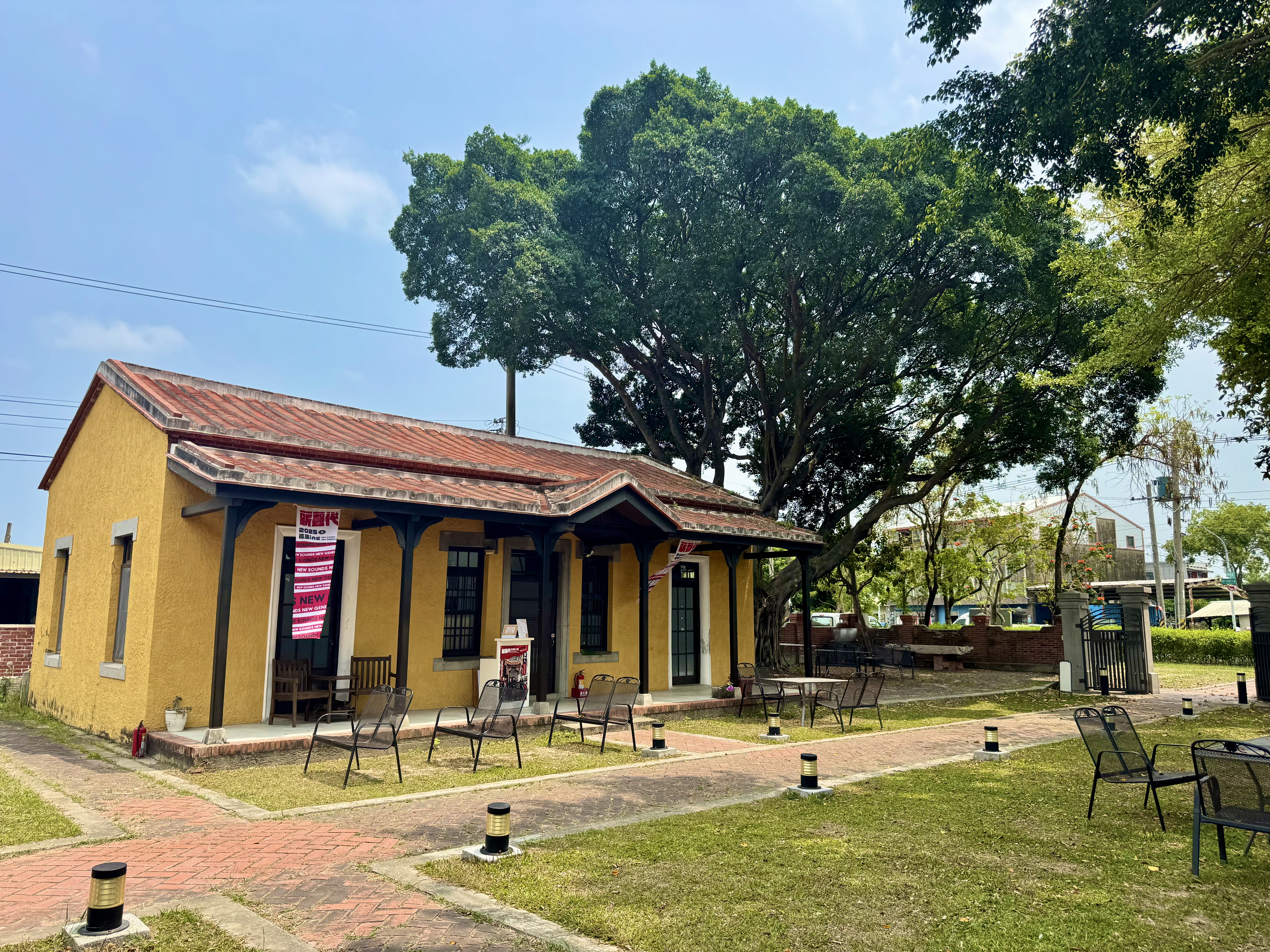
劉啟祥畫室

第二次世界大戰後，劉啟祥舉家自日返台，寓於柳營故居。
1948年遷居高雄，與同好張啟華、鄭獲義、劉清榮等人籌組畫會，包括「高雄美術研究會」（1952年）、「高雄美術研究會」（1953年），以及與郭柏川主導成立的「台南美術研究會」合組「台灣南部美術協會」，並定期展出，稱為「南部展」。
從1960-1977年間，劉啟祥全力投注於創作與教學，並持續推動展覽、鼓勵後學。藝術史學者顏娟英：「劉啟祥以專業畫家的素養周旋於業餘畫家、愛好者、初學者，總是盡最大的耐心，以身作則並盡力幫忙同好。」
劉啟祥的作品，早期以群像及人物畫為主，所畫的人物典雅而端莊，1977年，劉啟祥罹患血栓症，一度危急雙手。後靠拉小提琴復健，堅持作畫不輟。晚年，其筆力轉為柔和，強調整體調和感，排除紛雜或過於強烈的色彩，呼應其淡泊性格。

## 逝世
1998年4月24日病逝於高雄縣大樹鄉（今 高雄市大樹區）小坪頂家中，享年89歲。
2004年作品〈紅衣〉及〈魚店〉製作中華民國郵票。
同年，其162件作品寄藏高雄市立美術館。〈阿里山日出〉及〈岩〉設置於高雄市立美術館大廳長期展示。此兩幅畫作曾遭邀請畫作的高雄市議會擅自更名為「壽山日出」及「西灣駭浪」。

## 劉啟祥美術紀念館
劉啟祥於台南柳營的故居洋樓，建築為其父劉焜煌所規劃，佔地約300坪，又稱頤園，為和洋混搭式宅第，屋頂建材為日本薰瓦，屋瓦上有氣窗，有五個連續西洋拱門，並有迴廊設計。
頤園因具有百年文史意義、為名人故居，2013年由家人簽署同意，委交台南市政府文化局歷經5年、編列約2400萬預算修復，於2018年12月15日正式啟用為「劉啟祥紀念美術館」，並由台南文化局長葉澤山、劉家後代同為故居掛牌開幕，舉辦「期頤之樓 百年之春」展。

## 藝術成就
劉啟祥的藝術生涯，以充滿自由氛圍的法國秋季沙龍和日本二科會為主要舞臺。作品多取材自平凡生活，大膽自在的筆觸和明朗的色彩再其中取得和諧的統一，優雅靜謐是其作品風格。
〈紅衣〉入選巴黎秋季沙龍（1933年），〈肉店〉〈黃衣〉〈畫室〉入選日本二科會， 〈野良〉〈收穫〉受二科賞，受推薦為二科會會友。組織立型洋畫同人展出於東京銀座三昧堂。〈店先〉參加日本紀元二千六百年奉祝展。
1982年以〈紅衣〉〈影〉和〈著紅衣的小女兒〉三幅畫作，行政院文建會「年代美展——資深美術家作品回顧」參展。
1997年其擔任會長組織之南部展，正式立案為全國性藝術團體，年年於高雄市文化中心舉辦展覽至今，給予畫家切磋藝術之園地。
2004年，高雄市立美術館辦理大型回顧展「空谷中的清音——劉啟祥」，劉啟祥創辦之南部展至今仍年年辦理全國競賽，影響後輩無數。

## 藝術世家
受父親劉啟祥影響，長子劉耿一、次子劉尚弘及五子劉俊禎皆為畫家、藝術家，劉家曾多次聯展：1990年台北市時代畫廊「劉啟祥父子展」、1995年高雄縣文化中心「劉家父子畫展」、1997年「鄉野之歌：劉耿一、劉尚弘、劉俊禎作品巡迴展」，2004年高雄市名展藝術空間「劉啟祥和家人的繪畫聯展」，妻子陳金蓮女士、劉耿一妻子曾雅雲也為畫家。

## 柳營劉氏家族
- 劉啟祥堂兄為劉明朝（劉啟祥叔叔劉神嶽之子），東京帝大政治科畢業。日治時期曾任總督府殖產局水產課長、山林課長和高雄稅關長。戰後曾任參議員、國大代表、立法委員。
- 劉啟祥之父劉焜煌與劉北鴻、劉神嶽、劉永浪號稱「柳營四富」，劉北鴻孫女為知名旅日歌星翁倩玉。

## 相關書籍
- 《抒情，韻律．劉啟祥》林育淳著，雄獅美術 出版。
- 《劉啟祥：成熟》曾媚珍著，台南市政府文化局 出版
- 《台灣美術全集11·劉啟祥》顏娟英著，藝術家 出版
- 《生命之歌—劉啟祥回顧展》曾雅雲著，臺北市立美術館 出版
- 《小坪頂的法蘭西情調》莊伯和著，雄獅美術
- 《臺灣近代美術大事年表》顏娟英著，雄獅美術 出版。
- 《臺灣美術與社會脈動》羅潔尹等著，高雄市立美術館
- 《劉啟祥七十自述》 劉耿一、曾雅雲
- 〈西畫泰斗劉啟祥〉，《高雄人物評述》第二輯

## 外部連結
- 劉啟祥作品列表 （页面存档备份，存于）
- 高美館-空谷中的清音，向前輩藝術家致敬 （页面存档备份，存于）
- 三少四壯集－台南二營劉家 （页面存档备份，存于）
- 劉啟祥故居修繕落成-中國時報 （页面存档备份，存于）
- TVBS 老屋新生：劉啟祥故居 （页面存档备份，存于）
- 陳澄波文化基金會：劉啟祥的藝術之「道」 （页面存档备份，存于）
- 李梅樹紀念館：國境之南的風雅 畫家劉啟祥講座 （页面存档备份，存于）
- 聯合報：百年劉啟祥故居 修復驚豔 （页面存档备份，存于）